# Trio Surdina
O Trio Surdina foi um trio de música instrumental criado em 1951 e composto inicialmente pelos músicos brasileiros Garoto, Fafá Lemos e Chiquinho do Acordeon. O grupo se formou no contexto do programa Música em Surdina, produzido e apresentado na Rádio Nacional pelo cantor Paulo Tapajós. 
O nome do trio é uma alusão ao programa de rádio em que ele foi criado e ao estilo de música próprio do grupo, que se caracteriza por uma sonoridade suave, em contraste ao estilo grandiloquente mais popular entre orquestras e crooners da época.
A primeira formação do trio gravou quatro discos, todos lançados pela gravadora Musidisc, do cantor e produtor Nilo Sérgio, e que contaram com a participação do contrabaixista Pedro Vidal Ramos e do percussionista Bicalho em algumas das gravações:
- Trio Surdina
- Trio Surdina Interpreta Noel Rosa e Dorival Caymmi (Trio Surdina nº 2)
- Trio Surdina e Orquestra Léo Peracchi
- Trio Surdina nº 3

A formação inicial durou até 1955 e se dissolveu com a morte do violonista Garoto, mas a gravadora Musidisc continuou lançando discos sob o nome "Trio Surdina" até 1968:
- Boleros Famosos, Vol. 1
- Aquarela do Brasil
- Boleros Famosos, Vol. 2
- Ouvindo Trio Surdina, Vol. 1
- Ary Barroso, Dorival Caymmi, Noel Rosa
- Ouvindo Trio Surdina, Vol. 2
- Ouvindo Trio Surdina, Vol. 3

Além destes, a Musidisc lançou também discos com participações do Trio Surdina:
- Festival No. 1, com Orlando Silva, Roberto Luna, Típica D’Avilis, Trio Surdina, Rosaria Meireles, Nilo Sérgio, Leo Peracchi & Orchestra, Leal Brito
- No Mundo do Baião, Vol. 1, com Leal Brito & Orquestra, Três Marias, Trio Surdina, e outros
- No Mundo do Bolero, Vol. 1, com Trio Surdina, Djalma Ferreira, Elvira Rios, e outros
- Canções de Natal, com Trio Surdina e Nilo Sérgio.

## Relação com a Bossa Nova
Apesar de ter entrado em atividade cinco anos antes do surgimento oficial da Bossa nova, a produção do Trio Surdina já trazia alguns elementos que seriam posteriormente considerados como constituintes daquele estilo:
Localizada na tonalidade de Mi Menor, a progressão harmônica central de "Duas Contas" permanece circunscrita aos acordes de G#m7 (IIIm7), F#m7 (IIm7) e Emaj7 (Imaj7), sendo todos precedidos por seus respectivos acordes dominantes, a saber, D#7 (V7/IIIm7), C#7 (V7/IIm7) e B7 (V7). Observando o fragmento que vai do compasso 5 ao 9 (...) constata-se que as notas da melodia situadas nos tempos fortes (tempo 1) correspondem às nonas maiores (9) dos acords diatônicos subjacentes (G#m7, F#m7 e Emaj7), ou seja, um intervalo não estrutural, uma extensão dessas tétrades. (...)
Diante desses resultados, torna-se mais fácil entender as razões que levaram críticos e entusiastas a associar "Duas Contas" à Bossa Nova, uma vez que inúmeras composições concebidas dentro da estética dessa expressão musical apresentam melodias estruturadas a partir de extensões dos acordes. Aliás, como se sabe, essa é uma das características que corroboraram a consagração da Bossa Nova enquanto música popular brasileira "moderna".
(...)

Sem embargo, alguns dos elementos que seriam consagrados pelo estilo bossa novista são também constituintes da sonoridade do Trio Surdina. Afinal, a remissão à "contenção" não se restringe ao nome do conjunto. Suas performances revelam uma inter-relação particular entre os instrumentos no que se refere à condução rítmico-harmônica, interpretação da melodia principal, contracantos, tecido sonoro etc., em que a espontaneidade não resulta em "excessos" ou "artificialismos".